# Gle Ulie Gajah
Gle Ulie Gajah är en kulle i Indonesien.   Den ligger i provinsen Aceh, i den västra delen av landet, 1 800 km nordväst om huvudstaden Jakarta. Toppen på Gle Ulie Gajah är 100 meter över havet.
Terrängen runt Gle Ulie Gajah är platt åt sydväst, men åt nordost är den kuperad.Runt Gle Ulie Gajah är det ganska glesbefolkat, med 50 invånare per kvadratkilometer. I omgivningarna runt Gle Ulie Gajah växer i huvudsak städsegrön lövskog.